# Crypticus quisquilius

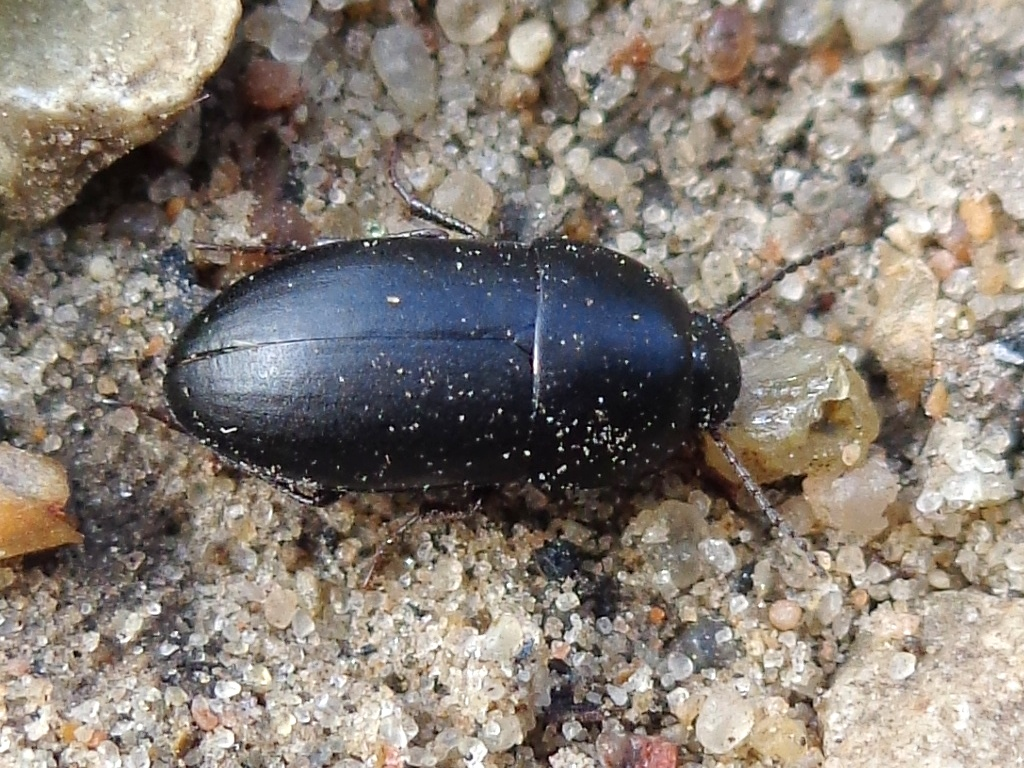
Crypticus quisquilius

Crypticus quisquilius ist ein Käfer aus der Familie der Schwarzkäfer (Tenebrionidae).

## Merkmale
Die schwarzen Käfer werden 4,5–6 mm lang. Die kahlen Käfer sind von eiförmiger Gestalt. Die zylindrischen Larven erreichen eine Länge von 12 mm.

## Verbreitung
Crypticus quisquilius kommt in der Paläarktis vor. Das Verbreitungsgebiet reicht von Europa über Russland und den Kaukasus bis in die Mongolei. In Europa ist die Art weit verbreitet und meist häufig. Crypticus quisquilius ist der einzige Vertreter ihrer Gattung in Mitteleuropa.

## Lebensweise
Die Käfer findet man an Gräsern in Steppen- und Sandbiotopen. Sie halten sich oft an trockenen sandigen Stellen unter Steinen und Pflanzen auf und können sehr flink über den Boden laufen. Crypticus quisquilius ernährt sich von Detritus.

## Taxonomie
Es finden sich folgende Synonyme in der Literatur:
- Tenebrio quisquilius Linnaeus, 1761

Es werden folgende Unterarten unterschieden:
- Crypticus quisquilius aprutianus Gridelli, 1949
- Crypticus quisquilius pyrenaicus Baudi Di Selve, 1876
- Crypticus quisquilius quisquilius (Linnaeus, 1761)